# Günter Pernhaupt
Günter Pernhaupt (* 28. September 1936 in Wien; † 3. November 1999 ebenda) war ein österreichischer Mediziner und Psychotherapeut.

## Leben
Die um 1970 entstandene erste Drogenambulanz im Nahbereich der Hauptambulanz des Allgemeinen Krankenhauses der Stadt Wien wird Günter Pernhaupt zugeschrieben.
Im Rahmen des Anton-Proksch-Instituts baute der Mediziner 1980 in Mödling eine der ersten stationären Betreuungseinrichtungen für Drogenkranke auf. Im Hinblick auf die Rehabilitation von alkohol-, medikamenten- und drogenabhängigen Menschen gründete Pernhaupt 1983 in Niederösterreich den Verein Grüner Kreis, dessen der ärztliche Leiter er bis 1996 war.
Einem Schlaganfall erlegen, wurde Günter Pernhaupt auf dem Ottakringer Friedhof bestattet.

## Anerkennungen
- 2006: 1. Dr.-Günter-Pernhaupt-Symposium[3]

## Publikationen (Auswahl)
- mit Hans Czermak, Hans Strotzka, Maria D. Simon: Psychohygiene und Mütterberatung. Eine Bestandsaufnahme als Grundlage für eine Reform. Verlag Jugend und Volk, Wien München 1972, ISBN 3-7141-7413-3, ISBN 3-8113-7413-3.
- mit Walter Hoffmann: Phänomen Drogensucht. Ein individuelles, familiäres und gesellschaftliches Problem. Weiterführende Arbeit aus dem Retzhof-Seminar Drogensucht – Letzter Ausweg? 19. und 20. April 1980, Bildungshaus Retzhof (Hrsg.), Leibnitz 1982.
- mit Hans Czermak: Die gesunde Ohrfeige macht krank. Über die alltägliche Gewalt im Umgang mit Kindern. Orac Verlag, Wien 1980, ISBN 3-85368-866-7.
- als (Hrsg.): Gewalt am Kind. Aufsatzsammlung, Jugend und Volk, Wien 1983, ISBN 3-224-17713-6.
- u. a.: Gewalt in der Familie. Parlamentarische Enquete am 3. November 1993, Stenographische Protokolle des Österreichischen Nationalrates, Österreichische Staatsdruckerei, Wien 1993.